# Зерноїд золотодзьобий
Зерноїд золотодзьобий (Sporophila intermedia) — вид горобцеподібних птахів родини саякових (Thraupidae). Мешкає в Південній Америці.

## Підвиди
Виділяють три підвиди:

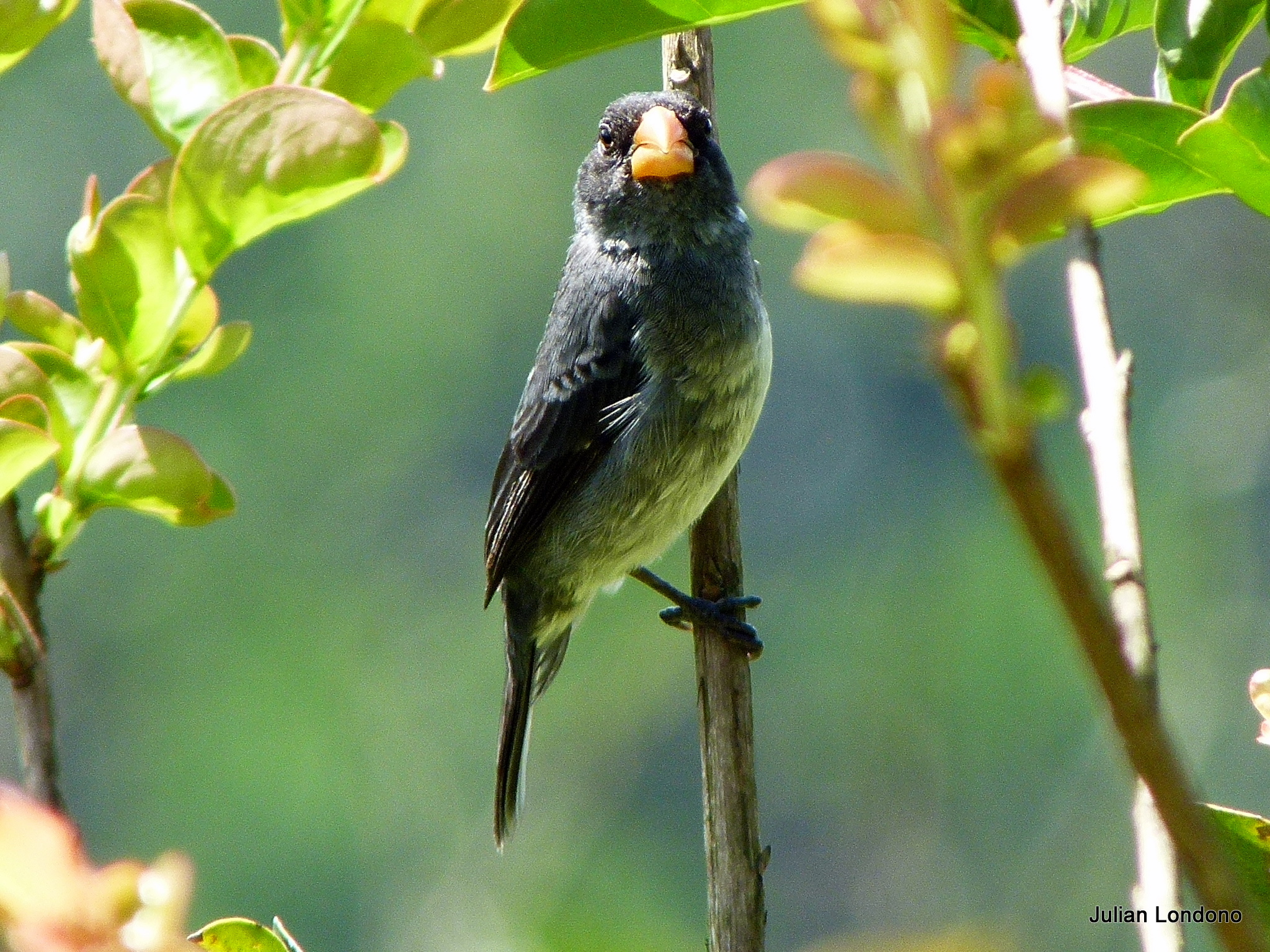
Золотодзьобий зерноїд

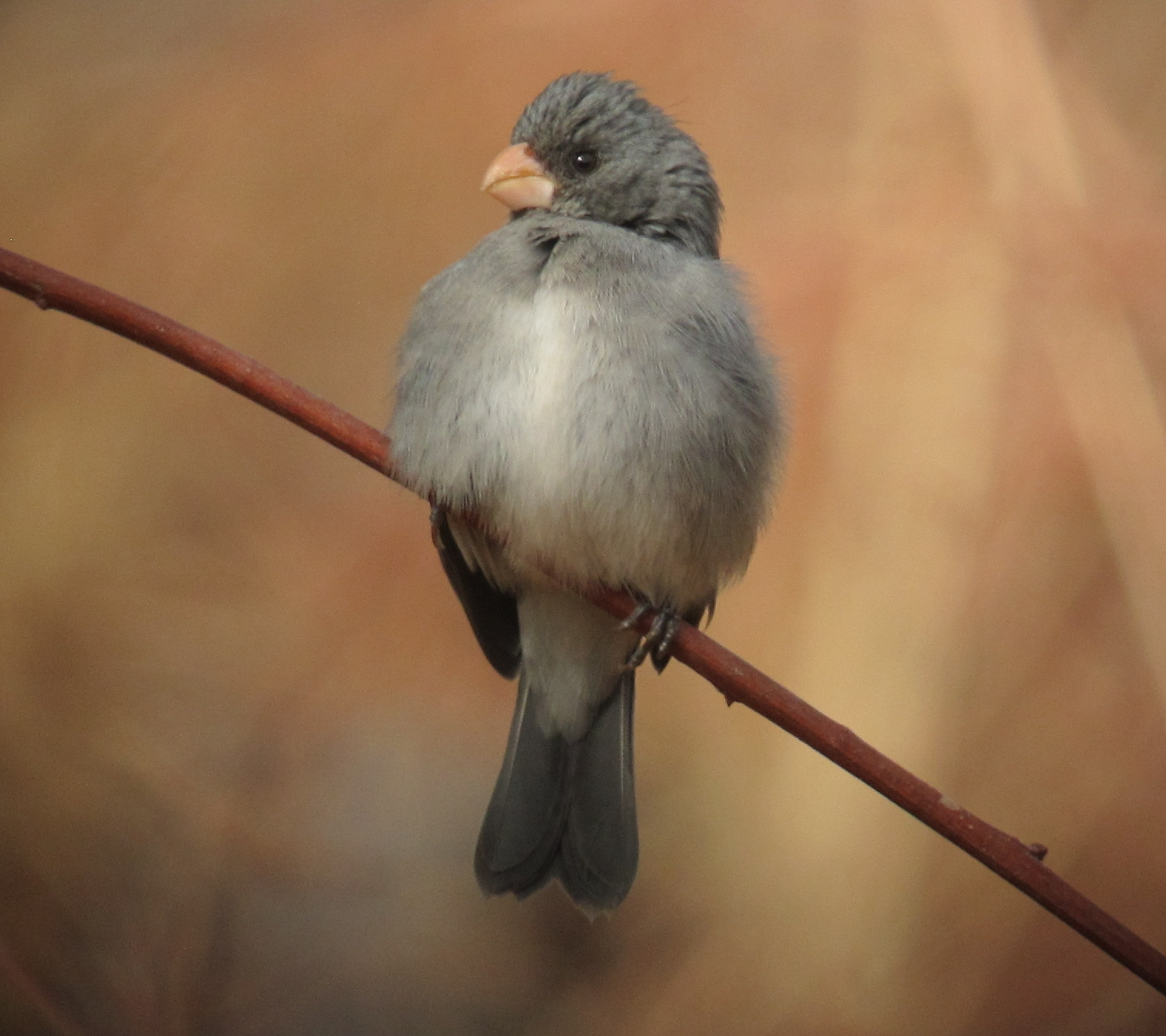
Золотодзьобий зерноїд

- S. i. intermedia Cabanis, 1851 — північна Колумбія, Венесуела, західна Гаяна, північна Бразилія (Рорайма) і острів Тринідад;
- S. i. bogotensis (Gilliard, 1946) — Західний хребет Колумбійських Анд (на південь до Нариньйо), долини річок Маґдалена і Каука;
- S. i. insularis (Gilliard, 1946) — північна Венесуела і острів Тринідад.

## Поширення і екологія
Золотодзьобі зерноїди мешкають в Колумбії, Венесуелі, Бразилії, Гаяні та на Тринідад і Тобаго. Вони живуть у вологих саванах і льяносі та на вологих луках, зокрема на заплавних. Зустрічаються на висоті до 2000 м над рівнем моря.